# Club Med
Club Méditerranée SA, Club Med — francuska spółka specjalizująca się w sprzedaży wakacji all inclusive – zarówno egzotycznych jak i narciarskich. Na polskim rynku Club Med funkcjonuje jako przedstawicielstwo od 1993 roku.

## Historia
Klub został założony w 1950 roku, przez Gerarda Blitz belgijskiego przedsiębiorcę. Blitz, otworzył tanie namiotowe kolonie letnie na wyspie Majorka. Gilbert Trigano dostarczył namiotów, a w 1953 roku Blitz zaproponował mu partnerstwo. Pierwszy oficjalny Club Med został zbudowany rok później w Palinuro, Salerno, we Włoszech. Oryginalne wioski były proste: uczestnicy mieszkali w słomianych chatkach przy plaży. Od tamtej pory ich standard ewoluował: słomiane chatki zostały zastąpione przez nowoczesne pokoje i prywatne wille.

## Wioski
Większość wiosek obecnie jest przeznaczonych dla rodzin z dziećmi, zapewniając liczne udogodnienia i opiekę dla dzieci w: "Baby", "Petit", "Mini", "Junior" Clubach oraz Passworld. Dzieci mają całodniowy program aktywności sportowych i zabaw, a wieczorem maja okazje występować w show.
Kluby podzielone są na trzy kategorie:
- Dla rodzin: kluby z opieką i programem dla dzieci oraz nastolatków. Dla rodziców i par specjalne strefy ciszy Zen, z oddzielnym basenem i barem.
- Dla wszystkich: kluby bez infrastruktury dla dzieci, ale witające pary, rodziny, przyjaciół.
- Tylko dla dorosłych: kluby oferujące pobyt tylko osobom powyżej 18 roku życia. Rozrywka, wieczorne imprezy, przyjęcia, party w pianie dla singli i par.

Według stanu na listopad 2017 Club Med oferuje pobyty w ponad 70 klubach znajdujących się w Europie, Afryce i na Bliskim Wschodzie, w Ameryce Północnej, Meksyku, Karaibach, Ameryce Południowej, Azji, oceanie Indyjskim i Pacyfiku.

## Club Med Wille
Od 2014 Club Med oferuje również prywatne wille na Mauritiusie, przylegające do klubu La plantacji Albion oraz na Malediwach obok klubu Kani. Posiadają od 1 do 4 sypialniami, w każdej willi znajduje się umeblowane, z klimatyzacją i prywatnym basenem oraz butlerem. Goście mogą korzystać ze wszystkich usług i aktywności sąsiadujących klubów.
We francuskich Alpach w miejscowości Valmorel, do dyspozycji gości są prywatne Chalet, dostępne również latem.

## Statek Club Med 2
| Nazwa      | Budowa | Budowniczy                                          | W służbie od | Wyporność   | Zdjęcie |
| ---------- | ------ | --------------------------------------------------- | ------------ | ----------- | ------- |
| Club Med 2 | 1991   | Sociéte Nouvelle des Ateliers et Chantiers du Havre | 1996–present | 14,983 tons |         |